# Убийства в Хепитайм
„Убийства в Хепитайм“ (на английски: The Happytime Murders) е американска криминална комедия от 2018 г. на режисьора Браян Хенсън, по сценарий на Тод Бъргър, по сюжета на Бъргър и Дийн Остин Робъртсън. Във филма участват Мелиса Маккарти, Бил Барета, Джоел Макхейл, Мая Рудолф, Лесли Дейвид Бейкър и Елизабет Банкс. Действието се развива в свят, където съжителстват хората и живите кукли, филмът последва една кукла частен детектив и човешки полицейски детектив, които разкриват убийство на пенсионирани звезди на ситком.
Филмът е обявен през 2008 г. от Джим Хенсън Къмпани, продукционното студио на създателя на „Мъпетите“ Джим Хенсън. Различните актьори, включително Камерън Диас, Катрин Хайгъл и Джейми Фокс, които се приближа да участват, преди Маккарти да се подпише през май 2017 г. Снимките започнаха в Лос Анджелис през септември, и включват използването на повечето 120 кукли. „Убийства в Хепитайм“ е първият филм, пуснат от Henson Alternative, етикета на Джим Хенсън Къмпани, който получава рейтинга R.
Филмът е пуснат на 24 август 2018 г. от STXfilms. Филмът получава шест номинации „Златна малинка“, включително за най-лош филм и най-лоша актриса за Маккарти, която спечели наградата.

## Актьорски състав
| Актьор              | Роля                                                                                                  |
| ------------------- | --- |
| Мелиса Маккарти     | Детектив Кони Едуардс, бивша партньорка на Фил                                                        |
| Мая Рудолф          | Бъбълс, секретарка на Фил                                                                             |
| Джоел МакХейл       | Специален агент Кемпбъл, арогантен агент на ФБР                                                       |
| Елизабет Банкс      | Джени Питърсън, стриптизьорка и бившо гадже на Фил, която беше човешкия член на „Бандата на Хепитайм“ |
| Лесли Дейвид Бейкър | Лейтенант Банинг                                                                                      |
| Майкъл Макдоналд    | Ронован Скаргъл, директор на Puppet Television Network, която продуцира „Бандата на Хепитайм“         |
| Синти Ву            | Британи Марлоу, гадже на Лари Филипс                                                                  |
| Мич Силпа           | Томи, престъпник, който продава куклени части от черния магазин                                       |
| Хемки Мадера        | Тито, престъпник, който прави покупки на куклени части от черния магазин                              |
| Джими О. Йанг       | Полицай Дилейнси                                                                                      |

## В България
В България филмът е излъчен на 31 октомври 2020 г. по Кино Нова с български дублаж за телевизията. Екипът се състои от:
| Озвучаващи артисти  | Нина Гавазова Ася Братанова Христина Ибришимова Александър Воронов Силви Стоицов Христо Узунов |
| Преводач            | Ирина Ценкова                                                                                  |
| Тонрежисьор         | Лазар Йончев                                                                                   |
| Режисьор на дублажа | Димитър Кръстев                                                                                |